# Nob Hill (Albuquerque)
Pour les articles homonymes, voir Nob Hill.
Nob Hill est un quartier de la ville d’Albuquerque, dans l’État du Nouveau-Mexique.